# Presión parcial de un gas en sangre

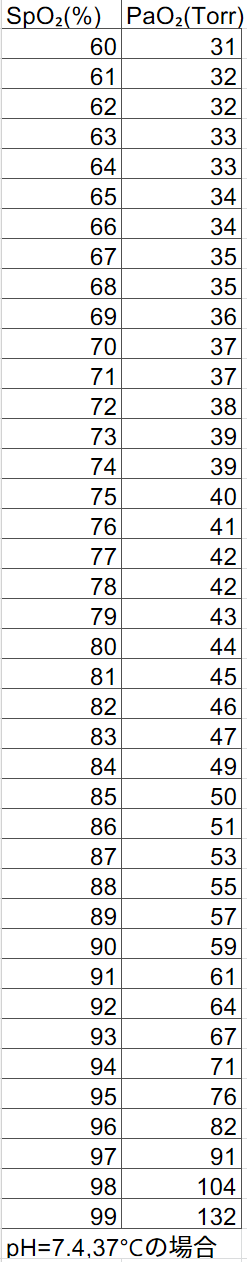
la tabla nos muestra un promedio de los gases en la sangre

Los términos presión parcial de un gas en sangre o tensión de un gas en sangre, como el propio nombre lo explica se refiere a la presión parcial de un determinado gas en la sangre. El medir la tensión de los gases en sangre puede tener varios propósitos; las presiones más comúnmente medidas son la tensión de oxígeno (PxO2), la presión parcial de  de dióxido de carbono (PxCO2) y la tensión de monóxido de carbono (PxCO). El subíndice x en cada símbolo representa la fuente del gas que está siendo medido; siendo "a" arterial, "A" alveolar, "v" venosa, "c" capilar. Los análisis  de gases en sangre, miden estas presiones parciales. 

## Presión parcial de oxígeno
Presión parcial de oxígeno arterial (normal)
PaO2 — La presión parcial de oxígeno en sangre arterial a nivel del mar ( presión atmosférica = 765 mmHg)  se encuentra entre los 75 mmHg y los 100 mmHg.
Presión parcial de oxígeno venosa (normal)
PvO2 — La presión parcial de oxígeno en sangre venosa a nivel del mar se encuentra entre los 30 mmHg y los 40 mmHg.

## Presión parcial de dióxido de carbono
El dióxido de carbono es un subproducto del metabolismo de los alimentos, y en grandes cantidades tiene efectos tóxicos que incluyen: disnea, acidosis, y alteraciones de la conciencia.
Presión parcial de dióxido de carbono arterial
PaCO2 — La presión parcial de dióxido de carbono a nivel del mar (765 mmHg) en sangre arterial se encuentra entre 35 mmHg y 45 mmHg.
Presión parcial de dióxido de carbono venosa
PvCO2 — La presión parcial de dióxido de carbono a nivel del mar en sangre venosa se encuentra entre 40 mmHg y 50 mmHg.

## Presión parcial de monóxido de carbono
Presión parcial de monóxido de carbono (normal)
PaCO — La presión parcial de CO a nivel del mar (765 mmHg) en sangre arterial es de aproximadamente 0,02 mmHg. Puede ser ligeramente mayor en fumadores y en personas que viven en áreas urbanas densamente pobladas.

## Importancia
La presión parcial de gases en sangre es importante porque se encuentra directamente relacionado con los parámetros fisiológicos de ventilación y oxigenación. Cuando se acompaña del balance sanguíneo de pH, la PaCO2, concentración de bicarbonato (HCO3) (y lactato) estos parámetros ayudan al profesional de la salud a decidir que intervenciones, si son necesarias, debería hacer.
Se han hecho estudios para determinar cuales son los valores "normales" de las presiones de los gases en sangre, y como varían estos con la edad, sexo, peso y estatura. Como es lógico también se ha determinado que estos parámetros varían con la presió barométrica, y con la altitud. Existen algunas calculadoras en línea Archivado el 13 de agosto de 2015 en Wayback Machine. que pueden computar el valor normal predicho para las tensiones de gases en sangre y pH de acuerdo a la edad, sexo, estatura y peso de un paciente, de acuerdo a la presión barométrica a la cual está sometido.

## Ecuaciones

### Contenido de oxígeno
La constante, 1,36; es la cantidad de oxígeno (ml a 1 atmósfera de presión) unido por gramo de hemoglobina. El valor exacto de esta constante varía entre 1,34 a 1,39, dependiendo de la referencia y de la forma en que esta constante se deriva. La constante 0,0031 representa la cantidad de oxígeno disuelto en plasma. El término de oxígeno disuelto, es por lo general más pequeño que el término correspondiente al oxígeno unido a hemoglobina, pero se vuelve bastante significativo a valores muy altos PaO2 (como ocurre en una cámara hiperbárica) o en casos severos de anemia.

### Saturación de oxígeno
Esta es una estimación y no toma en cuenta las diferencias en temperatura, pH y concentración de 2,3 BPG.